# Isla Helena (Nunavut)
La isla Helena (en inglés: Helena Island) es una de las islas deshabitadas árticas de Canadá, localizada en el territorio de Nunavut, al norte de Canadá. Esta a lo largo de la costa norte de la isla Bathurst, separadas entre sí por el Estrecho Sir William Parker. La Isla Seymour está situada frente a su costa oeste. Sus coordenadas geográficas son 76°40′N 101°00′O / 76.667, -101.000, la isla Helena tiene aproximadamente 327 km² (126 millas cuadradas)de superficie.
Sus principales lugares de interés son Devereaux Point (punta Devereaux) en el norte, Noel Point (punta noel), al oeste, y el cabo Robert Smart en el sur.